# 一畫勝千言

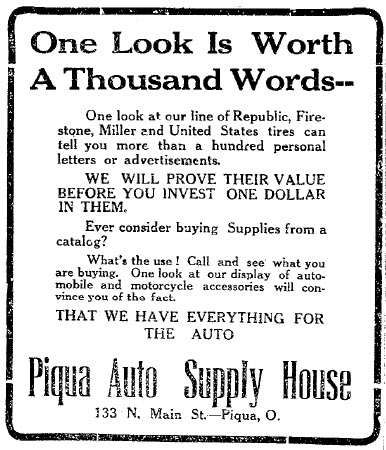
1913年的報紙廣告

一畫勝千言（英語：A picture is worth a thousand words；直译：“一幅画值一千个单词”；也译：一画值千言、一图胜千言等）是一個英文成語，指的是一張靜態的圖片就可表達一個複雜的概念或者與一個主題相關的圖片有時比起詳細的解釋，能夠更有效的描述有關主題。

## 歷史
在1911年的報紙文章中，一畫勝千言引用在記者苔絲·法蘭德斯（Tess Flanders）的新聞和宣傳。1913年，一個類似的成語「一看勝千言」（英語：One look is worth a thousand words）出現在皮卡的報紙廣告。1918年在聖安東尼奧光學報紙廣告使用早期精確的短語，指的是該國最偉大的編輯：
|  | 一畫勝千言，聖安東尼奧燈的戰爭畫報舉例說明真相，在星期日從讀者手中收到溫暖的判斷。 |

有人認為，這個短語的現代用法來自於弗雷德·巴納德（Fred R.Banard）在貿易雜誌“印刷油墨”中的一篇文章，使用在有軌電車的兩側。1911年3月，在雪城廣告男子俱樂部布里斯·班亞瑟（Brisbane Arthur）寫道「使用圖片，勝過千字」（英語：Use a picture. It's worth a thousand words.）。1921年12月8日，發表名為“一看勝千言”的廣告。巴納德的其他廣告出現在1927年3月10日，名為“一畫勝萬言”（英語：One picture worth ten thousand words），有標註中國諺語。巴納德引用的諺語說他稱為中國諺語，讓人們認真對待。儘管如此，諺語普遍被歸咎於孔子，和中文“百聞不如一見”（英語：Hearing something a hundred times isn't better than seeing it once）是同等的，如同艾倫·威爾遜·瓦茨的“一秀勝千言”（英語：One showing is worth a hundred sayings）。在1966年出版一本關於工程設計的書，討論說服和銷售。

## 其他同義詞
儘管這成語流行在現代，早期的作家也表達了這種觀點。例如，俄羅斯作家伊万·谢尔盖耶维奇·屠格涅夫寫道：「這圖畫一目了然，在一本書中可能會分佈超過10頁。」也有說法是把這個概念的提出者歸功於拿破崙·波拿巴，他說過「一幅好的素描比一場漫長的演講好」（法語：Un bon croquis vaut mieux qu'un long discours）。雖然今天有時被翻譯為「一畫勝千言」，但這翻譯出現並不早於英文原本一畫勝千言的諺語用法。

## 異議
程式設計師和作者佛瑞德·布魯克斯在人月神话發表了聲明：“给我看流程圖但不给我看表格，我还是會一头雾水；只要給我看表格，我通常不需要流程圖就能看出是怎么回事。”電腦科學家约翰·麦卡锡也模仿這成語表达相反的觀點：“正如中國人所說，一千零一言胜过一張圖。”